# Guido de Milly
Guido de Milly, fallecido en 1126, fue señor de Nablus (1108-1126).
Originario de Picardía (Milly-sur-Thérain-Oise), llegó a Tierra Santa, donde recibió el señorío de Nablus.
Con su esposa Estefanía, tuvo:
- Guido Francinega
- Felipe de Milly
- Enrique Bubalus